# Tessuto cartilagineo

Immagine che mostra dove è sita la cartilagine nel corpo umano

Il tessuto cartilagineo è un tessuto connettivo di sostegno specializzato. È costituito da cellule dette condrociti, immerse in un'abbondante sostanza amorfa intercellulare, da essi stessi sintetizzata, formata da fibre collagene e da una matrice amorfa gelatinosa.
Le principali caratteristiche di questo tessuto sono la solidità, la flessibilità e la capacità di deformarsi limitatamente. La cartilagine forma l'abbozzo per la maggior parte delle ossa dello scheletro umano, nonché nelle metafisi durante l'accrescimento corporeo (cartilagine di coniugazione), le quali successivamente verranno mineralizzate e sostituite da tessuto osseo. 
Nell'adulto la cartilagine permane in corrispondenza delle superfici articolari, nei dischi intervertebrali, nello scheletro del padiglione dell'orecchio esterno, a livello della sinfisi pubica e nei menischi articolari. Inoltre costituisce parte dello scheletro di sostegno delle vie aeree superiori e inferiori.
Si forma inoltre in seguito a fratture in qualsiasi fase della vita. In tutte le zone in cui è localizzata, fatta eccezione per le superfici articolari, la cartilagine è rivestita da un involucro costituito da tessuto connettivo denso fibroso detto pericondrio che provvede al nutrimento delle cellule del tessuto cartilagineo per diffusione. La cartilagine non è vascolarizzata e non è innervata, la diffusione avviene invece attraverso la matrice. Le cartilagini vengono classificate in base alla quantità e alla costituzione della sostanza amorfa e in base alle fibre in essa presenti.

## Classificazione
Si distinguono perciò tre tipi di cartilagine:
- Cartilagine ialina
- Cartilagine fibrosa
- Cartilagine elastica

## Derivazione embriologica
La cartilagine ialina incomincia la sua formazione durante la quinta settimana di sviluppo embrionale, a partire dal mesenchima differenziatosi del mesoderma. Le cellule mesenchimali per differenziarsi in condroblasti subiscono modificazioni morfologiche quali la scomparsa dei loro prolungamenti citoplasmatici e la trasformazione in cellule più tondeggianti. Le modificazioni vengono subite da gruppi di cellule mesenchimali e ogni nuovo gruppo in fase di differenziazione viene detto centro di condrificazione o blastema protocondrale. Quando le cellule dei centri di condrificazione cominciano a secernere una matrice di composizione simile a quella che formerà la cartilagine definitiva e a sintetizzarne le fibre collagene, possono essere identificate come condroblasti. Le cellule mesenchimali durante la differenziazione arricchiscono il proprio corredo di organelli, essendo cellule in attiva proliferazione e biosintesi, per cui si formano nuovi ribosomi, cisterne di reticolo endoplasmatico rugoso (RER), si espande l'apparato di Golgi.
I fattori di differenziazione cartilaginei che intervengono nella regolazione dell'evento sono SOX9 e omeoproteina-1. A mano a mano che i condroblasti secernono la matrice cartilaginea si allontanano fra loro e rimangono intrappolati nelle lacune. Quando l'attività biosintetica del condroblasto diminuisce esso può essere identificato come condrocita. Mentre i condroblasti secernono la matrice, il mesenchima non differenziato circonda l'intera struttura in formazione e costituisce il pericondrio, che è formato da cellule staminali unipotenti, dette cellule condroprogenitrici o condrogeniche.
Da questo punto in poi l'accrescimento cartilagineo può avvenire con due processi:
- Accrescimento interstiziale: la cartilagine si espande dall'interno grazie al mantenimento della capacità proliferativa e di secrezione di nuova matrice da parte dei condrociti già differenziati nelle loro lacune. L'attività mitotica combinata alla secrezione di nuova matrice porta alla formazione di un gruppo isogeno, le cui componenti tenderanno ad allontanarsi grazie alla loro attività secretiva.

- Accrescimento per apposizione: in questo caso le cellule condroprogenitrici del pericondrio si staccano da esso e si differenziano in condroblasti che secernono matrice cartilaginea. La differenziazione è regolata dalle BMP (bone morphogenetic proteins).

La cartilagine fibrosa si origina con un processo sostanzialmente simile a quello della cartilagine ialina, con la differenza che le cellule mesenchimali si differenziano prima in fibroblasti, che sintetizzano fibre collagene di tipo I e non di tipo II e in misura nettamente maggiore, dopodiché si differenziano in condroblasti che cominciano a secernere la matrice cartilaginea. Non si riscontra la migrazione delle cellule mesenchimali a formare il pericondrio.
La cartilagine elastica si origina a partire dalla cartilagine ialina, che in questo caso sintetizza prevalentemente molecole di tropoelastina che si associano a formare elastina, la quale poi si aggrega alla fibrillina per formare le fibre elastiche. Non subisce quasi mai calcificazione.

### Cartilagine ialina
La cartilagine ialina è la varietà più diffusa di cartilagine. A fresco ha l'aspetto di una sostanza molto viscosa di colore bianco, traslucido e opalescente che permette il passaggio dei metaboliti, i quali a loro volta nutrono i condrociti. È una cartilagine piuttosto elastica e con grande resistenza alla compressione. Permane a rivestire le superfici articolari e in alcune regioni come coste e anelli tracheali. Le sue cellule sono i condroblasti, i condrociti e i condroclasti, che sono collocati in cavità della sostanza amorfa dette lacune, le quali si originano per l'attività secernente dei condroblasti, infatti queste cellule secernendo i componenti della matrice circostante ne restano inglobati. Una lacuna può contenere uno o più condrociti, in quest'ultimo caso ci si riferisce all'aggregato cellulare con il termine di gruppo isogeno. Quando due condroblasti si dividono, il solco di segmentazione è perpendicolare all'asse maggiore dell'osso, per cui le cellule appaiono disposte in cordoni paralleli. Quest'area viene definita cartilagine seriata. Nella cartilagine è possibile distinguere tre zone strutturalmente differenti.
- Zona radiata: è la parte più interna della cartilagine, qui i condroblasti sono distribuiti in gruppi isogeni e hanno forma tondeggiante od ovoidale, sono inoltre immersi in un'abbondante matrice.

- Zona intermedia: è la parte centrale della cartilagine, possiede cellule tondeggianti non aggregate in gruppi isogeni.

- Zona tangenziale: è la parte superficiale della cartilagine, qui le cellule sono appiattite a causa delle compressioni, le lacune sono più vicine tra loro, con una matrice conseguentemente meno abbondante.

I condroblasti sono cellule in attiva proliferazione, di conseguenza nel citoplasma, intensamente basofilo, sono numerosi i mitocondri, così come le cisterne di reticolo endoplasmatico rugoso (RER), i ribosomi liberi; molto esteso l'apparato di Golgi. Spesso sono presenti abbondanti granuli di glicogeno, che i condroblasti assumono diventando ipertrofici durante il processo di ossificazione, vacuoli chiari contenenti granuli elettrondensi positivi alle colorazioni per glicosaminoglicani e strutturalmente molto simili ai granuli della matrice, nonché altri vacuoli contenenti un materiale più finemente granulare. I condrociti, che sono condroblasti "quiescienti", possiedono una minor basofilia citoplasmatica e un corredo di organuli meno sviluppato. Sia i condroblasti sia i condrociti secernono i componenti della matrice cartilaginea, come glicosaminoglicani (acido ialuronico, condroitin-solfato, chetaran-solfato) spesso già aggregati in proteoglicani nei granuli, tropocollagene, fibronectina, laminina. Per questa ragione sono funzionalmente associabili ai fibroblasti dei tessuti connettivi propriamente detti.
La matrice cartilaginea è formata da fibre collagene (50% del peso a secco), proteoglicani (25-40% del peso a secco), glicoproteine(15% del peso) e fibre elastiche, una struttura qualitativamente simile a quella del connettivo propriamente detto, a cui l'accomuna anche l'elevata idratazione di cui sono responsabili i glicosaminoglicani. Essa è intensamente basofila, ma non presenta una colorazione uniforme. Infatti sono distinguibili due aree cromaticamente differenti che informano sulla diversa distribuzione delle molecole che la compongono:
- Matrice territoriale: è l'area che circonda ogni gruppo isogeno, intensamente basofila, costituita perlopiù da proteoglicani rispetto alle fibre collagene, si colora inoltre metacromaticamente a causa dei glicosaminoglicani. La striscia di matrice che circonda una lacuna cartilaginea è perfino più basofila del resto della matrice territoriale e viene definita impropriamente "capsula". Al microscopio elettronico è possibile individuare nella matrice dei granuli del diametro di 10-40 nm, detti granuli della matrice e costituiti da aggregati proteoglicanici. Possono essere associati alle fibrille oppure dispersi tra queste. Il più importante proteoglicano qui rappresentato è l'aggrecano, che è distribuito in particolare nelle zone interne della cartilagine, mentre nelle zone esterne sono prevalenti la decorina e il β-glicano. Altri importanti proteoglicani a minore diffusione sono il versicano, che si aggrega all'acido ialuronico e il lumicano, che determina lo spessore delle fibre collagene. Durante la vita embrionale il glicosaminoglicano preponderante nella formazione dei proteoglicani è il condroitin-solfato, mentre man mano che si passa all'età adulta diventa prevalente il chetaran-solfato.

- Matrice interterritoriale: è l'area interposta tra i gruppi isogeni, confinante con la matrice territoriale e mai con i condroblasti, qui le fibrille collagene predominano sulla componente proteoglicanica e la basofilia è inferiore, talvolta sono regioni debolmente acidofile. Il collagene rappresentato nella matrice cartilaginea è di tipo II e non è stipato in fasci; le fibrille più spesse (circa 70 nm) si riscontrano nelle zone più interne della cartilagine (zona radiata), mentre le più sottili (10-30 nm) si riscontrano in quelle più superficiali (zona tangenziale). Al collagene di tipo II si uniscono i collageni associati a fibrille di tipo IX e XI. Normalmente le fibre collagene non sono distinguibili al microscopio ottico nei preparati di cartilagine, ma devono essere evidenziate con speciali colorazioni e trattamenti oppure esaminate al microscopio elettronico.

La matrice è inoltre PAS-positiva (ne sono responsabili le glicoproteine), si colora con azzurro A, con il metodo Alcian blu e con il blu di toluidina. La cartilagine ialina costituisce l'abbozzo della maggior parte delle ossa, riveste le superfici articolari, forma la trachea, la laringe e i bronchi, nonché la cartilagine del naso e delle coste.

### Cartilagine fibrosa
La cartilagine fibrosa può essere considerata una forma intermedia tra un tessuto connettivo denso e la cartilagine ialina, con il primo tipo di tessuto ha in comune la presenza di spessi fasci di fibre collagene di tipo I, con il secondo la matrice cartilaginea, che tuttavia risulta piuttosto scarsa.
Dal momento che le fibre collagene sono prevalenti si tratta di una cartilagine acidofila, che assume quindi coloranti acidi come il blu di bromofenolo.
Le fibre collagene raggiungono lo spessore di 50-80 nm. Le cellule sono poche, disperse tra le fibre collagene o caratteristicamente allineate, sono circondate dalla matrice territoriale, scarsa invece quella interterritoriale. A differenza della cartilagine ialina, quella fibrosa non possiede pericondrio. Poiché possiede tratti comuni sia al connettivo propriamente detto che alla cartilagine non si tratta quasi mai di un tessuto "a sé stante", ma continuo con entrambi, come si può riscontrare analizzando le inserzioni tendinee sulla cartilagine delle ossa; la cartilagine fibrosa incomincia dove il tessuto connettivo denso comincia ad avere un'apprezzabile quantità di matrice interposta tra le fibre collagene. La cartilagine fibrosa è la costituente dell'anello fibroso dei dischi intervertebrali, della sinfisi pubica, delle zone di inserzione tra tendini e osso, dei menischi.

### Cartilagine elastica
La cartilagine elastica ha un colore giallastro, dovuto alla presenza delle fibre elastiche (che sono anche definite fibre gialle) ed è opaca a differenza della cartilagine ialina. Come informa il suo nome, è la tipologia di cartilagine più elastica e flessibile, ciò è dovuto a una prevalenza della componente fibrosa rispetto a quella della matrice cartilaginea. Le fibre hanno struttura simile al connettivo denso elastico, per cui si ramificano in molte direzioni, non si aggregano in fasci, ma sono talmente dense da rendere invisibile la sostanza amorfa sottostante. La densità delle fibre è progressiva, maggiore nelle parti interne, minore in quelle esterne. Possiede pericondrio, così come la cartilagine ialina. Si colora con l'azzurro A e con i metodi specifici per elastina e fibrillina. Forma il padiglione auricolare, la tuba uditiva e l'epiglottide.